# 소하나 사바
소하나 사바(벵골어: সোহানা সাবা, 1986년 10월 16일 ~ )는 방글라데시의 배우, 감독, 프로듀서이다.